# Istenszülő elszenderedése fatemplom (Szamosdebrecen)
A szamosdebreceni Istenszülő elszenderedése fatemplom műemlékké nyilvánított épület Romániában, Szilágy megyében. A romániai műemlékek jegyzékében az  SJ-II-m-A-05141 sorszámon szerepel.